# پروژه اوریون

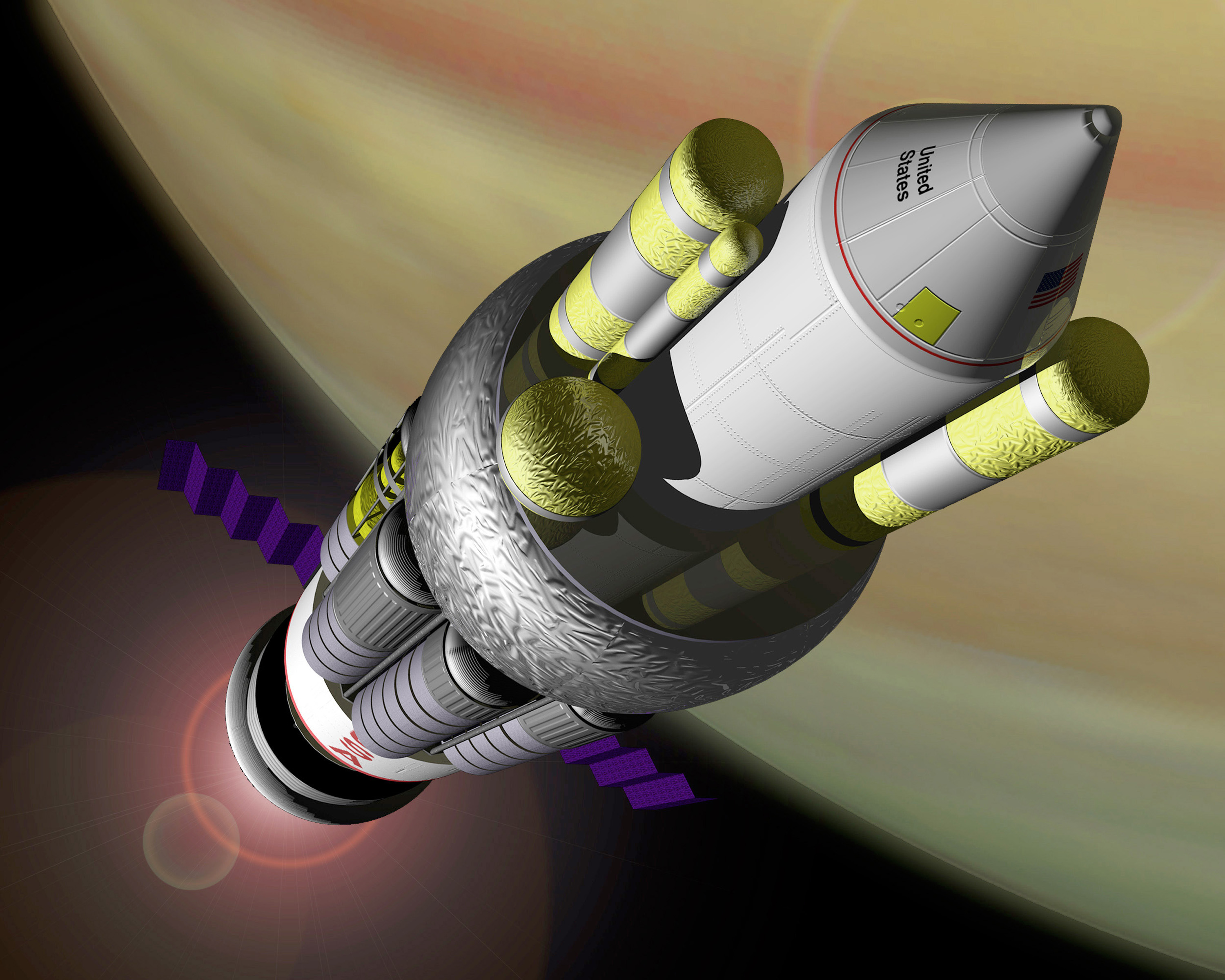
برداشت هنرمند از ستاره‌پیمای اوریون با استفاده از اصول طراحی ناسا، که از پیشرانه اتمی برای سوخت خود استفاده می‌کند.

پروژهٔ اوریون (انگلیسی: Project Orion) پژوهشی بود که بین دهه‌های ۱۹۵۰ و ۱۹۶۰ توسط نیروی هوایی ایالات متحده، دارپا و ناسا با هدف اندازه‌گیری کارایی یک ستاره‌پیما که نیروی پیشرانه آن مستقیماً توسط یک سری انفجار اتمی در پشت سفینه صورت می‌گرفت انجام می‌شد. نسخه‌های اولیهٔ این وسیلهٔ نقلیه تنها برای بلند شدن از زمین پیشنهاد شده بود. نسخه‌های بعدی فقط برای استفاده در فضا ارائه شد. شش آزمایش غیر هسته‌ای با استفاده از مدل‌ها انجام شد. این پروژه در نهایت به دلایل متعدد، از جمله معاهده پیمان منع جزئی آزمایش هسته‌ای، که انفجارهای هسته‌ای در فضا را ممنوع می‌کرد و نگرانی‌ها در مورد پیامدهای هسته‌ای، کنار گذاشته شد.
ایدهٔ رانش موشک با احتراق مواد منفجره را نخستین بار نیکلای کیبالچیچ متخصص روسی مواد منفجره در سال ۱۸۸۱ مطرح کرد و در سال ۱۸۹۱ با ایده‌های مشابهی به‌طور مستقل توسط مهندس آلمانی هرمان گانسویند، توسعه یافت. رابرت آنسون هاین‌لاین در داستان کوتاه خود در سال ۱۹۴۰ با عنوان "Blowups Happen" به نیرو دادن به سفینه‌های فضایی با بمب‌های هسته‌ای اشاره می‌کند. پیشنهادهای واقعی پیشران هسته‌ای برای اولین بار توسط استنی‌سواف اولام در سال ۱۹۴۶ ارائه شد و محاسبه‌های اولیه توسط F. Reines و Ulam در یادداشت لوس آلاموس مورخ ۱۹۴۷ انجام شد. پروژه واقعی، که در سال ۱۹۵۸ آغاز شد، توسط تد تیلور در جنرال اتمیکس و فیزیکدان فریمن دایسون رهبری شد، که به درخواست تیلور یک سال از مؤسسه مطالعات پیشرفته در پرینستون دور ماند تا روی این پروژه کار کند.
مفهوم پروژه اوریون نیروی رانش بالا و تکانه ویژه یا کارایی پیشرانه را به‌طور همزمان ارائه می‌داد. نیازهای بی‌سابقه به نیروی شدید برای انجام این کار، با انفجارهای هسته‌ای، با چنان قدرتی نسبت به جرم خودرو که تنها با استفاده از انفجارهای خارجی بدون نیاز به تلاش برای مهار آن‌ها؛ در ساختارهای با احتراق داخلی، ادامه می‌یابد، برآورده می‌شود. به‌عنوان یک مقایسه کیفی، موشک‌های سنتی شیمیایی، ساترن ۵ که برنامه آپولو را به ماه برد، نیروی رانش بالا با تکانه ویژه کم تولید می‌کند در حالی که پیشرانه یونی الکتریکی مقدار کمی از رانش را بسیار کارآمد تولید می‌کند.